# Ковальов Павло Васильович
Ковальо́в Павло Васильович — український геоморфолог, палеогеограф, гляціолог.
Народився в Сумах 23 жовтня 1912 року. Помер 17 квітня 1996 в Харкові.

## Біографія
В 1941 році закінчив Харківський університет. Після закінчення навчання брав участь у Другій світовій війні, де здобув бойові нагороди. В Харківському університеті працював з 1946 року по 1952 рік завідувачем кафедри регіональної географії. З 1952 року по 1956 рік працював завідувачем кафедри фізичної географії Харківського педагогічного інституту. В 1966 році отримав звання професора та доктора географічних наук.
Пропрацюв в Харківському університеті до 1988 року. З 1989 по 1994 роки займав посаду голови Харківського географічного товариства України.

## Наукові дослідження
Ковальов Павло Васильович займався також науковими дослідженнями:
- палеогеографія;
- гляціологія Кавказу;
- геоморфологічні процеси на території Лівобережної України;
- прогнозування природних процесів;
- дендрокліматологія.